# Book of Days
Book of Days – singel irlandzkiej wokalistki i kompozytorki Enyi, z trzeciego albumu studyjnego Shepherd Moons, wydany nakładem Warner Music w 1992 r.
Pierwotnie nagrany w irlandzkiej wersji językowej, utwór został nagrany przez Enyę ponownie w 1992 r., z angielskim tekstem w zwrotkach, na potrzeby filmu Za horyzontem w reżyserii Rona Howarda. Ostatecznie angielsko-irlandzka wersja piosenki zastąpiła wersję irlandzką na wydaniach kompaktowych wszystkich wydawnictw po 1992 r. Wersja angielska "Book of Days" jest dłuższa od irlandzkiej o ok. 20 sekund.

## Dostępne wydania
Singel wydano na małej płycie winylowej (SP), maxi singlu na winylu i CD oraz na kasecie magnetofonowej (single cassette).
| Wydanie standardowe: winyl 7 cali (DE-UK), kaseta magnetofonowa (UK), Mini-CD (JP) | Wydanie standardowe: winyl 7 cali (DE-UK), kaseta magnetofonowa (UK), Mini-CD (JP) | Wydanie standardowe: winyl 7 cali (DE-UK), kaseta magnetofonowa (UK), Mini-CD (JP) |
| Nr                                                                                 | Tytuł utworu                                                                       | Długość                                                                            |
| ---------------------------------------------------------------------------------- | ---------------------------------------------------------------------------------- | ---------------------------------------------------------------------------------- |
| 1.                                                                                 | „Book of Days (English-Gaelic Version)” (Enya-Roma Ryan)                           | 2:56                                                                               |
| 2.                                                                                 | „As Baile” (Enya)                                                                  | 4:03                                                                               |
|                                                                                    |                                                                                    | 6:59                                                                               |

| Winyl 7 cali – drugie wydanie (DE), kaseta magnetofonowa (US) – (AUS) | Winyl 7 cali – drugie wydanie (DE), kaseta magnetofonowa (US) – (AUS) | Winyl 7 cali – drugie wydanie (DE), kaseta magnetofonowa (US) – (AUS) |
| Nr                                                                    | Tytuł utworu                                                          | Długość                                                               |
| --------------------------------------------------------------------- | --------------------------------------------------------------------- | --------------------------------------------------------------------- |
| 1.                                                                    | „Book of Days (English-Gaelic Version)” (Enya-Roma Ryan)              | 2:56                                                                  |
| 2.                                                                    | „On Your Shore” (Enya-Roma Ryan)                                      | 3:59                                                                  |
|                                                                       |                                                                       | 6:55                                                                  |

| Maxi CD(DE) | Maxi CD(DE)                                              | Maxi CD(DE) |
| Nr          | Tytuł utworu                                             | Długość     |
| ----------- | -------------------------------------------------------- | ----------- |
| 1.          | „Book of Days (English-Gaelic Version)” (Enya-Roma Ryan) | 2:56        |
| 2.          | „As Baile” (Enya)                                        | 4:03        |
| 3.          | „Morning Glory” (Enya)                                   | 2:28        |
|             |                                                          | 9:27        |

| Maxi CD – drugie wydanie(DE) – (AUS) | Maxi CD – drugie wydanie(DE) – (AUS)                     | Maxi CD – drugie wydanie(DE) – (AUS) |
| Nr                                   | Tytuł utworu                                             | Długość                              |
| ------------------------------------ | -------------------------------------------------------- | ------------------------------------ |
| 1.                                   | „Book of Days (English-Gaelic Version)” (Enya-Roma Ryan) | 2:56                                 |
| 2.                                   | „On Your Shore” (Enya-Roma Ryan)                         | 3:59                                 |
| 3.                                   | „As Baile” (Enya)                                        | 4:03                                 |
|                                      |                                                          | 10:58                                |

| Maxi CD Deluxe (UK) | Maxi CD Deluxe (UK)                                      | Maxi CD Deluxe (UK) |
| Nr                  | Tytuł utworu                                             | Długość             |
| ------------------- | -------------------------------------------------------- | ------------------- |
| 1.                  | „Book of Days (English-Gaelic Version)” (Enya-Roma Ryan) | 2:56                |
| 2.                  | „Watermark” (Enya)                                       | 2:15                |
| 3.                  | „On Your Shore” (Enya-Roma Ryan)                         | 3:59                |
| 4.                  | „Exile” (Enya-Roma Ryan)                                 | 4:16                |
|                     |                                                          | 13:26               |

| Maxi CD : wydanie japońskie (JP) | Maxi CD : wydanie japońskie (JP)                         | Maxi CD : wydanie japońskie (JP) |
| Nr                               | Tytuł utworu                                             | Długość                          |
| -------------------------------- | -------------------------------------------------------- | -------------------------------- |
| 1.                               | „Book of Days (English-Gaelic Version)” (Enya-Roma Ryan) | 2:56                             |
| 2.                               | „As Baile” (Enya)                                        | 4:03                             |
| 3.                               | „Angels” (Enya-Roma Ryan)                                | 4:01                             |
| 4.                               | „Oriel Window” (Enya)                                    | 2:22                             |
| 5.                               | „'S Fagaim mo Bhaile” (Enya-Roma Ryan)                   | 3:57                             |
| 6.                               | „Caribbean Blue(Edit)” (Enya-Roma Ryan)                  | 3:40                             |
|                                  |                                                          | 20:59                            |

## Miejsca na listach przebojów i listach sprzedaży
Poniższa tabela przedstawia najwyższe pozycje na listach przebojów i listach sprzedaży w poszczególnych państwach, w których singel został odnotowany:
| Nazwa listy                | Najlepszy wynik |
| -------------------------- | --------------- |
| UK Singles Chart           | 10              |
| Polska Lista Pr. Trzeciego | 11              |
| Irish Singles Chart        | 12              |
| Swedish Singles Chart      | 34              |
| Australian Singles Chart   | 111             |